# Xestoblatta sancta
Xestoblatta sancta är en kackerlacksart som först beskrevs av Giglio-Tos 1898.  Xestoblatta sancta ingår i släktet Xestoblatta och familjen småkackerlackor.
Artens utbredningsområde är Ecuador. Inga underarter finns listade i Catalogue of Life.